# Filthy Dukes
Filthy Dukes est un groupe britannique de synthpop, originaire de Londres, en Angleterre. Le groupe se compose d'Olly Dixon (sampling, percussions, guitare électrique), Tim Lawton (synthétiseur, chant principal) et Mark Ralph (guitare basse, chœurs). Actif depuis 2005, le groupe sort son premier single Tupac Robot Club Rock sur Fiction Records. Le morceau est chanté par le groupe de hip-hop Philadelphien Plastic Little. Leur premier album, Nonsense in the Dark, sort le lundi 16 mars 2009 et le titre Messages est largement diffusé. Il sort plus tard en single.

## Histoire
Le groupe débute avec Olly Dixon et Tim Lawton, qui travaillaient ensemble et assuraient la promotion de diverses soirées en boîte de nuit et de sets. Ils font la première partie des DJ sets de Mylo, Hot Chip et LCD Soundsystem, et publient des remixes de groupes tels que Late of the Pier, The Rakes et The Maccabees,. Leur style musical est décrite comme « electroacidhousenuravetwisteddiscopunkfunk ». Le duo s'associe ensuite à Mark Ralph, producteur de longue date, pour commencer à jouer en live.
Le groupe collabore avec la chanteuse Sarah Harding (de Girls Aloud) sur un morceau pour le film Wild Child, sorti en août 2008. Ce titre devrait également figurer sur la bande originale du film. Le titre suscite des rumeurs selon lesquelles Harding quitterait Girls Aloud pour poursuivre une carrière solo, rumeur qu'elle dément par la suite. 

## Discographie

### Album studio
- 2009 : Nonsense in the Dark

### Compilation
- 2009 : FabricLive.48

### Remixes
- Heloise and the Savoir Faire : Illusions
- The Rakes : 22 Grand Job
- The Maccabees : X Ray
- Filthy Dukes : Tupac Robot Club Rock (96e place des charts britanniques[5])
- Filthy Dukes : This Rhythm
- Late of the Pier : Bathroom Gurgle
- Operahouse : Change in Nature
- Kevin Rudolf : Let It Rock
- Bloc Party : One Month Off
- White Lies : To Lose My Life
- Lady Gaga : Paparazzi
- The Temper Trap : Science of Fear